# Obóz przejściowy w Biłgoraju
Obóz przejściowy w Biłgoraju – niemiecki obóz przejściowy w Biłgoraju w woj. lubelskim, założony w kwietniu 1944 dla wysiedlanej, pacyfikowanej ludności Zamojszczyzny i Dzieci Zamojszczyzny oraz partyzantów schwytanych w wyniku Sturmwind I i Sturmwind II. Przez obóz przeszło około 15 000 ludzi.

## Historia obozu

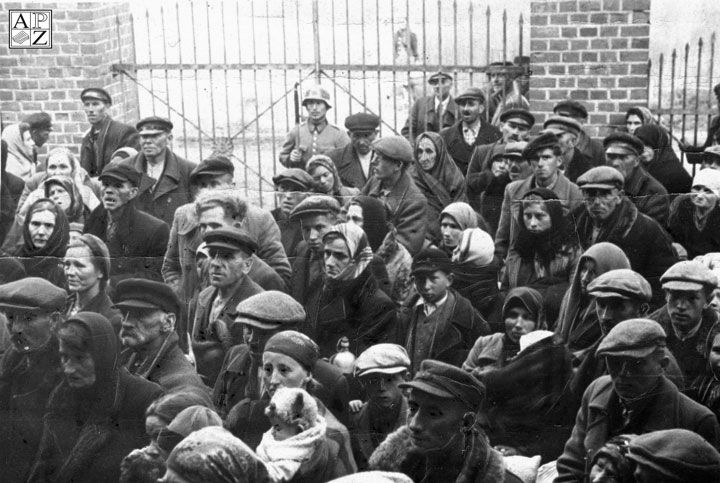
Biłgoraj. Wysiedlenia ludności cywilnej

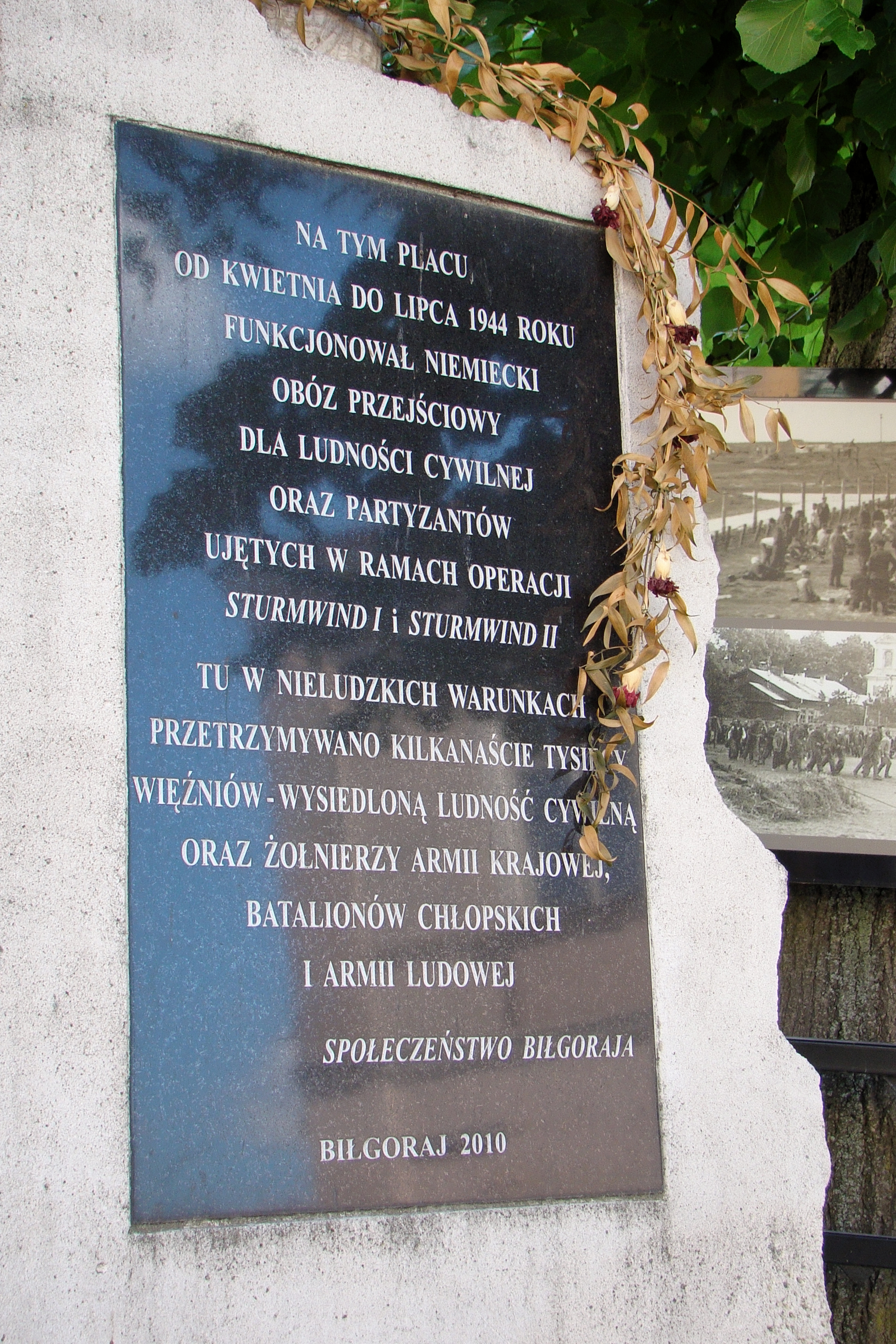
Tablica na pomniku upamiętniającym ofiary obozu przejściowego w Biłgoraju

Obóz założony został w kwietniu 1944 w czasie II wojny światowej i okupacji niemieckiej w Polsce. Funkcjonował jako niemiecki obóz przejściowy dla ludności cywilnej z okolic Biłgoraja i Zamościa oraz partyzantów uwięzionych w ramach Sturmwind I i Sturmwind II – akcji niemieckich skierowanych przeciw partyzantom na Zamojszczyźnie, w lasach janowskich i Puszczy Solskiej.
Obóz położony był pomiędzy ulicą Tadeusza Kościuszki (wtedy ul. Główną), ulicą Ogrodową, ulicą Lubelską, a od strony południowej przylegał do ogrodzenia kościoła pw. św. Jerzego.
W trudnych, nieludzkich warunkach przetrzymywano tam około 15 000 ludzi, wysiedlaną ludność cywilną w tym dzieci, żołnierzy Armii Krajowej, Batalionów Chłopskich i Armii Ludowej. Bez względu na wiek wszyscy byli przetrzymywani pod gołym niebem i na gołej ziemi. Władzę nad obozem sprawowało Gestapo. Teren był ogrodzony wysokim drutem kolczastym. Obóz pilnowany był przez oddział Wehrmachtu. Na środku placu przyległego do ulicy Ogrodowej wykopano głębokie doły kloaczne osłonięte sosnowymi gałęziami. Wzniesiona była drewniana wieża wartownicza.
Tablica niemiecka informowała, że był to: „Obóz jeńców wojennych”. W budynkach w pobliżu obozu znajdowała się siedziba Gestapo w Biłgoraju tzw. „Mordowania”. Jedną z przesłuchiwanych przez niemieckie Gestapo w Biłgoraju była żołnierz AK Wanda Wasilewska ps. Wacek, z zawodu nauczycielka. Po torturach na Gestapo wielu partyzantów rozstrzelano 4 lipca 1944 w lesie w Rapach pod Biłgorajem.
Większość ludności cywilnej z tego obozu przewożono do obozu KL Majdanek, część na roboty przymusowe do Niemiec, niewielką część zwalniano. W tym czasie istniał też obóz przejściowy w pobliskim Tarnogrodzie, gdzie przetrzymywano ludność ze spacyfikowanych terenów w czasie akcji Sturmwind.
Podobne obozy przesiedleńcze dla mężczyzn, kobiet i dzieci z Zamojszczyzny istniały w Zamościu i Zwierzyńcu.